# Shun Oguri
Shun Oguri (小栗旬, Oguri Shun) est un acteur japonais né le 26 décembre 1982 à Kodaira dans la préfecture de Tokyo.

## Biographie
Shun Oguri est le fils de Tetsuya Oguri, directeur de théâtre japonais. Il a une sœur, ainsi qu'un frère plus âgé (Ryo Oguri) qui est également acteur.
Sa passion pour le théâtre lui vient de son idole, l'actrice japonaise Yuki Uchida, connue pour ses rôles dans Cat's Eyes et Hana yori dango. Il a ainsi pris des cours de théâtre dans la même école que celle-ci.
Shun Oguri commence officiellement sa carrière à l'âge de 12 ans dans le drama Hachidai Shogun Yoshimune. Il obtient son premier grand rôle dans le drama Great Teacher Onizuka, en incarnant Noboru Yoshikawa. Il s'illustre alors dans Densha otoko (le webmaster) ou Hana yori dango (Rui Hanazawa). Le diptyque Crows Zero réalisé par Takashi Miike lui apporte une grande notoriété : il y incarne le personnage central de Genji Takiya.
Acteur prolifique, il joue dans des pièces de théâtre telles et réalise quelques publicités et émissions de radio. Il mène en parallèle une carrière de seiyū et apparaît notamment dans Fullmetal Alchemist the Movie: Conqueror of Shamballa, dans lequel il double Alphonse Heiderich, et Animal Crossing: The Movie, où il prête sa voix à Totakeke.
Egalement actif sur la scène théâtrale, Shun Oguri est l'un des acteurs fétiches du metteur en scène Yukio Ninagawa. Ce dernier le dirige dans Hamlet (2003), Comme il vous plaira (2004 / 2007), La Comédie des erreurs (2006), Titus Andronicus (2006), Caligula (2007) et Musashi (2009).
En 2010, il fait ses débuts en tant que réalisateur avec le film Surely Someday, où il joue en plus un rôle secondaire.

## Vie privée
Shun Oguri est marié avec Yū Yamada (actrice, chanteuse et modèle) depuis le 14 mars 2012.

## Filmographie

### Dramas
- 1995 : Hachidai Shogun Yoshimume : Munemoto Tokugawa
- 1995 : Kaiki Club
- 1996 : Hideyoshi
- 1996 : Shouri no Megami
- 1997 : Sore Ga Kotae Da!
- 1998 : Great Teacher Onizuka : Noboru Yoshikawa
- 2000 : Aoi Takugawa Sandai
- 2000 : Ikebukuro West Gate Park : Yoshikazu (1 épisode)
- 2000 : Summer Snow : Jun Shinoda
- 2000 : Ashita o Dakishimete
- 2000 : Henshuuou
- 2001 : X Sensei : Tekuri Hamazaki
- 2001 : Pure Soul : Manabu Takahara
- 2001 : Cherry : Hiroshi Yamazaki
- 2001 : Ao to Shiro de Mizuiro : Takumi Kishida
- 2002 : Gokusen : Haruhiko Uchiyama (Uchi)
- 2003 : Tengoku no Daisuke e : Daisuke Sato
- 2003 : Okaasan to Issho : Kensuke Aramaki
- 2003 : Gokusen Special : Haruhiko Uchiyama (Uchi)
- 2003 : Stand Up! : Kōji Enami
- 2004 : Fire Boys : Ken Yazawa (1 épisode)
- 2005 : Taika no Kaishin as Nakano Ooenomiko : Nakano Ooenomiko
- 2005 : Kyumei Byoto 24 Ji 3 : Kazuya Kono
- 2005 : Aikurushii : Junichi Yaguchi
- 2005 : Yoshitsune : Kagesue Kajiwara
- 2005 : Koto : Shinichi Mizuki
- 2005 : Densha otoko : Munetaka Minamoto
- 2005 : Hana yori dango : Rui Hanazawa
- 2006 : Yuki : Hama
- 2006 : Densha otoko Deluxe : Munetaka Minamoto
- 2006 : Détective Conan : Shinichi Kudo
- 2007 : Hana yori dango 2 : Rui Hanazawa
- 2007 : Hanazakari no Kimitachi e : Sano Izumi
- 2007 : Détective Conan 2 : Shinichi Kudo
- 2008 : Binbo Danshi : Kazumi Koyama
- 2008 : Yume wo Kanaeru Zo : Kohei Nogami
- 2008 : Hanazakari no Kimitachi e Special : Sano Izumi
- 2009 : Tenchijn : Mitsunari Ishida
- 2009 : Smile (スマイル, Sumairu?) : Seiji Hayashi
- 2009 : Tokyo Dogs : So Takakura
- 2010 : Kikoku : Kitani
- 2010 : Wagaya no Rekishi : Takakura Ken
- 2010 : Juui Dolittle : Kenichi Tottori
- 2011 : Yuusha Yoshihiko to Maou ni Shiro : Bacchus (1 épisode)
- 2011 : Arakawa under the Bridge : Soncho
- 2012 : Rich Man, Poor Woman : Hyuga Toru[2]
- 2013 : Yae no sakura : Yoshida Shouin
- 2013 : Woman : Aoyagi Shin
- 2014 : Oie san : Kaneko Naokichi
- 2014 : BORDER : Ango Ishikawa
- 2014 : Nobunaga Concerto : Oda Nobunaga
- 2014 : Oyaji no Senaka : Kitabeppu Torao
- 2015 : Ouroboros : Tatsuya Danno
- 2015 : Kounodori : Hiroyuki Nagai
- 2016 : Tokyo Sentimental
- 2016 : Daisho
- 2017 : Crisis : Special Security Squad
- 2017 : Gintama : Mitsuba hen
- 2018 : Segodon : Ryoma Sakamoto
- 2018 : Hana Noshi Hare : Handan Next Season (Apparition dans l'épisode 3)
- 2021 : Japan Sinks: People of Hope : Keishi Amami

### Films
- 1999 : Shiawase Kazoku Keiga : Hirose
- 2002 : Hitsuji no Uta : Kazuna Takashiro
- 2003 : Azumi : Nachi
- 2003 : Robot Contest : Koichi Aida
- 2003 : Spring Story : Nishihara Aki
- 2004 : Haken Kuroitsu no Tsubasa : Rikuo
- 2004 : Is. A : Yuya Kaitsu
- 2005 : The Neighbor no. Thirteen : Murasaki Juzo
- 2005 : Azumi 2: Death or Love : Ginakaku
- 2005 : Life on the Long Board : Kenta
- 2005 : Reincarnation : Kazuya Onishi
- 2006 : Gigolo Wannabe : Ryohei
- 2006 : Ghost Train : Kuga Shunichi
- 2007 : Sakuran : fleuriste
- 2007 : Kisaragi : Iemoto
- 2007 : Sukiyaki Western Django : Akira
- 2007 : Crows Zero : Genji Takiya
- 2008 : Hana yori dango Final : Rui Hanazawa
- 2008 : Hebi ni Piasu : Yoshida Mitsuhiro
- 2008 : Crows Zero II : Genji Takiya
- 2009 : Gokusen : Haruhiko Uchiyama (Uchi)
- 2009 : Tajomaru : Naomitsi Hatakeyama/Tajomaru
- 2010 : Surely Someday : officier de police B
- 2010 : Odoru Daisousasen 3 : Seiichi Torikai
- 2011 : Gaku : Sanpo Shimazaki
- 2012 : Kitsutsuki to Ame : Koichi
- 2012 : Uchū Kyōdai (Space Brothers) : Nanba Mutta[3]
- 2012 : Arakawa Under the Bridge : chef du village Sonchou
- 2013 : Shōnen H (少年H?) de Yasuo Furuhata : employé du restaurant de nouilles
- 2014 : Lupin III (ルパン三世, Rupan sansei?) de Kazuhiko Katō : Arsène Lupin III
- 2016 : Museum (ミュージアム, Myūjiamu?) de Keishi Ōtomo : Hisashi Sawamura
- 2017 : Gintama (銀魂?) de Yūichi Fukuda (ja) : Gintoki Sakata
- 2018 : Gintama 2 (銀魂2 掟は破るためにこそある, Gintama 2: Okite wa yaburu tame ni soko aru?) de Yūichi Fukuda (ja) : Gintoki Sakata
- 2019 : Diner (ダイナー, Dainā?) de Mika Ninagawa : Mateba
- 2019 : Ningen shikkaku: Dazai Osamu to san-nin no onnatachi (人間失格 太宰治と3人の女たち?) de Mika Ninagawa : Osamu Dazai
- 2020 : Tsumi no koe (罪の声?) de Nobuhiro Doi : Eiji Akutsu
- 2021 : Godzilla vs Kong d'Adam Wingard : Ren Serizawa
- 2026: Bad Lieutenant : Tokyo de Takashi Miike

### Doublage
- 2005 : Fullmetal Alchemist the Movie : Conqueror of Shamballa : Alfons Heiderich
- 2006 : Jyu Oh Sei : Third/Sigurd Heiza
- 2006 : Dōbutsu no Mori : Totakeke
- 2007 : Wangan Midnight : Akio Asakura
- 2007 : Les Rois de la glisse : Cody Maverick
- 2008 : Highlander: The Search for Vengeance : Colin MacLeod
- 2010 : Rainbow : Mario Minakami
- 2012 : Gusuko Budori no Denki : Budori[4]
- 2013 : Albator, corsaire de l'espace : Albator[5]
- 2014 : Nobunaga Concerto : narrateur
- 2019 : Les Enfants du Temps : Keisuke Suga

## Théâtre
| Year | Title                                                       | Rôle                                        | Notes                      |
| ---- | ----------------------------------------------------------- | ------------------------------------------- | -------------------------- |
| 1998 | Color                                                       | Ju Yamazaki                                 |                            |
| 2000 | Jinsei wa Gatagoto Ressha ni Notte                          |                                             |                            |
| 2003 | Uchū de Ichiban Hayai Tokei                                 | Fox-Trot                                    |                            |
| 2003 | Hamlet                                                      | Fortinbras                                  |                            |
| 2004 | Joker                                                       | Mitsuhashi                                  |                            |
| 2004 | Oki ni mesu mama (comme il vous plaira)                     | Orlando                                     | Rôle principal             |
| 2005 | Guzen pas Ongaku                                            | Jack Pozzi                                  |                            |
| 2006 | The Comedy of Errors                                        | Antipholus d'Ephèse, Antipholus de Syracuse | Rôle principal/double rôle |
| 2006 | Titus Andronicus                                            | Aaron                                       |                            |
| 2007 | Comme il vous plaira                                        | Orlando                                     |                            |
| 2007 | Caligula                                                    | Caligula                                    | Rôle principal             |
| 2008 | Musashi                                                     | Sasaki Kojiro                               |                            |
| 2011 | A Clockwork Orange                                          | Alex DeLarge                                | Rôle principal             |
| 2011 | Dokurojo no Shinichijin aka Seven Souls in the Skull Castle | Sutenosuke                                  |                            |

## Autres

### Livres photo
- 2003: 
  - So (donc)

- 2005: 
  - Doukyuusei (同级生)
  - Shun Oguri First Stage (première étape) (小 栗 旬)

- 2006:
  - Oguri Note (小栗 ノート)

- 2007: 
  - high (haut)
  - Crows ZERO official photo book (livre photo officielle)
  - Shun×Genji

- 2008: 
  - Hana Yori Dango Final photo book (花より男子 ファイナル)

### Publicité (CM)
- 2002:
  - J-Phone

- 2007:
  - Ajinomoto Knorr Cup Soup
  - CM no CM (Fresh)
  - SEED plusmix

- 2008:
  - Nissan NOTE (Narration)
  - Kirin Beverage Namacha
  - Sony Ericsson W61S
  - Sony Ericsson W62S
  - Sony Ericsson Full Change Keitai re
  - Glico walky walky

- 2009:
  - Glico cheeza
  - Sony Ericsson premier3
  - Shiseido uno fog bar

- 2010:
  - Ajinomoto hondashi
  - Suntory Whisky Yamazaki

- 2012:
  - NTT FLET'S Hikari
  - adidas

- 2013:
  - Yamazaki Whisky single malt
  - Toyota "Korekare no Hitomi"

### Radio
Il anime une émission de radio intitulée "All night nippon". Il a déjà reçu Toma Ikuta, Maki Horikita et Jun Matsumoto.

## Récompenses
| Year | Récompense                               | Catégorie                     | travail proposé           | Résultat |
| ---- | ---------------------------------------- | ----------------------------- | ------------------------- | -------- |
| 2007 | TVnavi Magazine Drama Awards             | Meilleur second rôle masculin | Hanazakari no Kimitachi e | gagné    |
| 2007 | MTV Student Voice Awards                 | Meilleur acteur               |                           | gagné    |
| 2007 | Annual Drama Grand Prix Awards           | Meilleur second rôle masculin | Hana Yori Dango 2         | gagné    |
| 2008 | Elan d'or Awards                         | Meilleur espoir               |                           | gagné    |
| 2008 | 16th Hashida Awards                      | Meilleur espoir               | Hana Yori Dango 2         | gagné    |
| 2008 | Japan Nickelodeon Kids Choice Awards     | Meilleur acteur               |                           | gagné    |
| 2008 | 21st DVD Data Awards                     | Meilleur talent               |                           | gagné    |
| 2008 | 45th Golden Arrow Awards                 | dramma diffusé                |                           | gagné    |
| 2008 | 17th Japan Movie Critics Awards          | Meilleur acteur               | Crows Zero                | gagné    |
| 2008 | 17th Annual Drama TV Life Awards         | Meilleur second rôle masculin |                           | gagné    |
| 2008 | MTV Student Voice Awards                 | Meilleur acteur               |                           | gagné    |
| 2008 | 1st Eigakan Taisho Awards                | Lauréat grand prix            |                           | Proposé  |
| 2012 | 16th Nikkan Sports Drama Grand Prix      | Meilleur acteur               | Rich Man, Poor Woman      | gagné    |
| 2012 | 74th The Television Drama Academy Awards | Meilleur acteur               |                           | gagné    |